# Svjetsko prvenstvo u motociklizmu 1982. – 500cc
Svjetsko prvenstvo u motociklizmu u klasi 500cc za 1982. godinu je osvojio talijanski vozač Franco Uncini na motociklu Suzuki RG500 vozeći za momčad Gallina Team Suzuki. 

## Raspored utrka i osvajači postolja
1982. godine je bilo na rasporedu 14 trkačih vikenda Svjetskog prvenstva, a na njih 12 su vožene utrke u klasi 500cc.
| rb | datum              | staza                              | utrka               | službeni naziv utrke                                  | pole poz.             | motocikl              | naj.krug              | motocikl              | pobjednik             | motocikl              | drugoplasirani        | motocikl              | trećeplasirani        | motocikl              | izvj.                                         |
| -- | ------------------ | ---------------------------------- | ------------------- | ----------------------------------------------------- | --------------------- | --------------------- | --------------------- | --------------------- | --------------------- | --------------------- | --------------------- | --------------------- | --------------------- | --------------------- | --------------------------------------------- |
| 1  | 28. ožujka 1982.   | Buenos Aires - Autódromo Municipal | VN Argentine        | Grand Prix de la República Argentina                  | Kenny Roberts         | Yamaha                | Kenny Roberts         | Yamaha                | Kenny Roberts         | Yamaha                | Barry Sheene          | Yamaha                | Freddie Spencer       | Honda                 | [ 1 ] [ 2 ] [ 3 ] [ 4 ] [ 5 ] [ 6 ] [ 7 ]     |
| 2  | 2. svibnja 1982.   | Salzburgring                       | VN Austrije         | Großer Preis von Österreich                           | Graeme Crosby         | Yamaha                | Marco Lucchinelli     | Honda                 | Franco Uncini         | Suzuki                | Barry Sheene          | Yamaha                | Kenny Roberts         | Yamaha                | [ 1 ] [ 2 ] [ 3 ] [ 8 ] [ 9 ] [ 10 ] [ 11 ]   |
| 3  | 9. svibnja 1982.   | Nogaro (Circuit Paul Armagnac)     | VN Francuske        | Grand Prix de France moto                             | Jean Lafond           | Fior                  | Michel Frutschi       | Sanvenero             | Michel Frutschi       | Sanvenero             | Franck Gross          | Suzuki                | Steve Parrish         | Yamaha                | [ 1 ] [ 2 ] [ 3 ] [ 12 ] [ 13 ] [ 14 ] [ 15 ] |
| 4  | 23. svibnja 1982.  | Jarama                             | VN Španjolske       | Gran Premio Banco Atlántico                           | Freddie Spencer       | Honda                 | Kenny Roberts         | Yamaha                | Kenny Roberts         | Yamaha                | Barry Sheene          | Yamaha                | Franco Uncini         | Suzuki                | [ 1 ] [ 2 ] [ 3 ] [ 16 ] [ 17 ] [ 18 ] [ 19 ] |
| 5  | 30. svibnja 1982.  | Misano (Santamonica)               | VN Nacija           | 60º Gran Premio delle Nazioni                         | Franco Uncini         | Suzuki                | Freddie Spencer       | Honda                 | Franco Uncini         | Suzuki                | Freddie Spencer       | Honda                 | Graeme Crosby         | Yamaha                | [ 1 ] [ 2 ] [ 3 ] [ 20 ] [ 21 ] [ 22 ] [ 23 ] |
| 6  | 26. lipnja 1982.   | Assen                              | VN Nizozemske       | Grote Prijs van Nederland der K.N.M.V. - 52e Dutch TT | Kenny Roberts         | Yamaha                | Freddie Spencer       | Honda                 | Franco Uncini         | Suzuki                | Kenny Roberts         | Yamaha                | Barry Sheene          | Yamaha                | [ 1 ] [ 2 ] [ 3 ] [ 24 ] [ 25 ] [ 26 ] [ 27 ] |
| 7  | 4. srpnja 1982.    | Spa-Francorchamps                  | VN Belgije          | Grand Prix de Belgique des motos                      | Jack Middelburg       | Suzuki                | Freddie Spencer       | Honda                 | Freddie Spencer       | Honda                 | Barry Sheene          | Yamaha                | Franco Uncini         | Suzuki                | [ 1 ] [ 2 ] [ 3 ] [ 28 ] [ 29 ] [ 30 ] [ 31 ] |
| 8  | 18. srpnja 1982.   | Grobnik                            | VN Jugoslavije      | Yu Grand Prix                                         | Barry Sheene          | Yamaha                | Franco Uncini         | Suzuki                | Franco Uncini         | Suzuki                | Graeme Crosby         | Yamaha                | Barry Sheene          | Yamaha                | [ 1 ] [ 2 ] [ 3 ] [ 32 ] [ 33 ] [ 34 ] [ 35 ] |
| 9  | 1. kolovoza 1982.  | Silverstone                        | VN Velike Britanije | Marlboro British Grand Prix                           | Kenny Roberts         | Yamaha                | Graeme Crosby         | Yamaha                | Franco Uncini         | Suzuki                | Freddie Spencer       | Honda                 | Graeme Crosby         | Yamaha                | [ 1 ] [ 2 ] [ 3 ] [ 36 ] [ 37 ] [ 38 ] [ 39 ] |
| 10 | 8. kolovoza 1982.  | Anderstorp                         | VN Švedske          | Swedish TT                                            | Freddie Spencer       | Honda                 | Randy Mamola          | Suzuki                | Takazumi Katayama     | Honda                 | Randy Mamola          | Suzuki                | Graeme Crosby         | Yamaha                | [ 1 ] [ 2 ] [ 3 ] [ 40 ] [ 41 ] [ 42 ]        |
|    | 15. kolovoza 1982. | Imatra                             | VN Finske           | Finnish GP - Imatranajo                               | nije bilo utrke 500cc | nije bilo utrke 500cc | nije bilo utrke 500cc | nije bilo utrke 500cc | nije bilo utrke 500cc | nije bilo utrke 500cc | nije bilo utrke 500cc | nije bilo utrke 500cc | nije bilo utrke 500cc | nije bilo utrke 500cc |                                               |
|    | 29. kolovoza 1982. | Brno                               | VN Čehoslovačke     | Grand Prix ČSSR                                       | nije bilo utrke 500cc | nije bilo utrke 500cc | nije bilo utrke 500cc | nije bilo utrke 500cc | nije bilo utrke 500cc | nije bilo utrke 500cc | nije bilo utrke 500cc | nije bilo utrke 500cc | nije bilo utrke 500cc | nije bilo utrke 500cc |                                               |
| 11 | 5. rujna 1982.     | Mugello                            | VN San Marina       | 2º Gran Premio di San Marino                          | Freddie Spencer       | Honda                 | Takazumi Katayama     | Honda                 | Freddie Spencer       | Honda                 | Randy Mamola          | Suzuki                | Graeme Crosby         | Yamaha                | [ 1 ] [ 2 ] [ 3 ] [ 43 ] [ 44 ] [ 45 ] [ 46 ] |
| 12 | 26. rujna 1982.    | Hockenheimring                     | VN Njemačke         | Großer Preis von Deutschland                          | Freddie Spencer       | Honda                 | Freddie Spencer       | Honda                 | Randy Mamola          | Suzuki                | Virginio Ferrari      | Suzuki                | Loris Reggiani        | Suzuki                | [ 1 ] [ 2 ] [ 3 ] [ 47 ] [ 48 ] [ 49 ]        |

VN Francuske - utrku su bojkotirali vozači tvorničkih momčadi i vodećih privatnih momčadi zbog loših uvjeta na stazi 

VN Nacija - također navedena kao VN Italije 

VN Nizozemske - također navedena kao Dutch TT, zbog loših vremenskih uvjeta utrka je prekinuta, te je vožena u dva dijela, čiji su se rezultati zbrojili 

VN Velike Britanije - također navedena kao VN Britanije 

VN Švedske - također navedena kao Swedish TT 

VN Njemačke - također navedena kao VN Zapadne Njemačke

## Poredak za vozače
Sustav bodovanja
Bodove je osvajalo prvih 10 vozača u utrci. 
| pozicija u utrci | 1. | 2. | 3. | 4. | 5. | 6. | 7. | 8. | 9. | 10. |
| bodovi           | 15 | 12 | 10 | 8  | 6  | 5  | 4  | 3  | 2  | 1   |

| mj. | vozač             | konstruktor          | bm      | momčad (tim)                                 | motocikl                                  | bodova |
| --- | ----------------- | -------------------- | ------- | -------------------------------------------- | ----------------------------------------- | ------ |
| 1.  | Franco Uncini     | Suzuki               | 15 / 10 | Gallina Team Suzuki                          | Suzuki RG500                              | 103    |
| 2.  | Graeme Crosby     | Yamaha               | 5       | Marlboro Team Agostini                       | Yamaha YZR500 (OW60)                      | 76     |
| 3.  | Freddie Spencer   | Honda                | 16      | Honda International Racing                   | Honda NS500                               | 72     |
| 4.  | Kenny Roberts     | Yamaha               | 3       | Yamaha Motor Company                         | Yamaha YZR500 (OW60) Yamaha YZR500 (OW61) | 68     |
| 5.  | Barry Sheene      | Yamaha               | 7       | Yamaha Motor Company                         | Yamaha YZR500 (OW60)                      | 68     |
| 6.  | Randy Mamola      | Suzuki               | 2       | Team HB Suzuki                               | Suzuki RG500                              | 65     |
| 7.  | Takazumi Katayama | Honda                | 24      | Honda International Racing                   | Honda NS500                               | 48     |
| 8.  | Marco Lucchinelli | Honda                | 1       | Honda International Racing                   | Honda NS500                               | 43     |
| 9.  | Kork Ballington   | Kawasaki             | 8       | Team Kawasaki                                | Kawasaki KR500                            | 31     |
| 10. | Marc Fontan       | Yamaha               | 9       | Team Sonauto Gauloises                       | Yamaha YZR500                             | 29     |
| 11. | Virginio Ferrari  | Suzuki               | 33      | Team HB Suzuki                               | Suzuki RG500                              | 25     |
| 12. | Boet van Dulmen   | Suzuki Yamaha Cagiva | 6       | Shell Nederlan Hordo Racing Cagiva Motor SPA | Suzuki RG500 Yamaha YZR500 Cagiva         | 23     |
| 13. | Loris Reggiani    | Suzuki               | 35      | Gallina Team Suzuki                          | Suzuki RG500                              | 21     |
| 14. | Michel Frutschi   | Sanvenero            | 20 / 22 | Moto Sanvenero                               | Sanvenero 500                             | 17     |
| 15. | Sergio Pellandini | Suzuki Yamaha        | 29 / 32 |                                              | Suzuki RG500 Yamaha YZR500                | 15     |
| 16. | Jack Middelburg   | Suzuki               | 4       | Ergon Suzuki Racing                          | Suzuki RG500                              | 13     |
| 17. | Franck Gross      | Suzuki               | 29      |                                              | Suzuki RG500                              | 12     |
| 18. | Steve Parrish     | Yamaha               | 30      | Team Mitsui Yamaha                           | Yamaha YZR500                             | 11     |
| 19. | Leandro Becheroni | Suzuki               |         |                                              | Suzuki RG500                              | 11     |
| 20. | Guido Paci        | Yamaha               | 15      | Team MDS Belgarda                            | Yamaha YZR500                             | 7      |
| 21. | Stuart Avant      | Suzuki               | 19      | Guan Hoe Suzuki                              | Suzuki RG500                              | 6      |
| 22. | Philippe Coulon   | Suzuki               | 21      | Coulon Marlboro Tissot                       | Suzuki RG500                              | 6      |
| 23. | Seppo Rossi       | Suzuki               | 19      |                                              | Suzuki RG500                              | 5      |
| 24. | Philippe Robinet  | Suzuki Yamaha        |         |                                              | Suzuki RG500 Yamaha YZR500                | 4      |
| 25. | Chris Guy         | Suzuki               | 18      | Sid Griffiths Racing                         | Suzuki RG500                              | 4      |
| 26. | Víctor Palomo     | Suzuki               | 34      |                                              | Suzuki RG500                              | 2      |
| 27. | Andreas Hofmann   | Suzuki               |         |                                              | Suzuki RG500                              | 2      |
| 28. | Peter Sjöström    | Suzuki               |         |                                              | Suzuki RG500                              | 1      |
| 28. | Raymond Roche     | Suzuki               |         |                                              | Suzuki RG500                              | 1      |
| 28. | Jon Ekerold       | Cagiva Suzuki Yamaha |         |                                              | Cagiva Suzuki RG500 Yamaha YZR500         | 1      |

 u ljestvici vozači koji su osvojili bodove u prvenstvu 

## Poredak za konstruktore
Sustav bodovanja
Bodove za proizvođača osvaja najbolje plasirani motocikl proizvođača među prvih 10 u utrci.
| pozicija u utrci | 1. | 2. | 3. | 4. | 5. | 6. | 7. | 8. | 9. | 10. |
| bodovi           | 15 | 12 | 10 | 8  | 6  | 5  | 4  | 3  | 2  | 1   |

Suzuki prvak u poretku konstruktora. 
| mj. | konstruktor | bod |
| --- | ----------- | --- |
| 1.  | Suzuki      | 154 |
| 2.  | Yamaha      | 133 |
| 3.  | Honda       | 106 |
| 4.  | Kawasaki    | 31  |
| 5.  | Sanvenero   | 17  |
| 6.  | Cagiva      | 1   |

 u ljestvici konstruktori koji su osvojili bodove u prvenstvu 

## Vanjske poveznice
- (engl.) motogp.com
- (fr.) racingmemo.free.fr, LES CHAMPIONNATS DU MONDE DE VITESSE MOTO
- (engl.) motorsportstats.com, MotoGP
- (fr.) pilotegpmoto.com
- (nizoz.) jumpingjack.nl, Alle Grand-Prix uitslagen en bijzonderheden, van 1973 (het jaar dat Jack begon met racen) tot heden.
- (engl.) motorsport-archive.com, World 500ccm Championship :: Overview  Arhivirana inačica izvorne stranice od 6. srpnja 2022. (Wayback Machine)
- (engl.) the-sports.org, Moto - Moto GP - Prize list
- (engl.) motorsportmagazine.com, World Motorcycle Championship / MotoGP
- (engl.) progcovers.com, Motor Racing Programme Covers / FIM Grand Prix World Championship Programmes / 500cc Class /MotoGP
- (engl.) en.wikipedia.org, 1982 Grand Prix motorcycle racing season
- (tal.) it.wikipedia.org, Motomondiale 1982
- (tal.) it.wikipedia.org, Risultati del motomondiale 1982
- (šp.) es.wikipedia.org, Temporada 1982 del Campeonato del Mundo de Motociclismo